# Anticlimax (slak)
Anticlimax is een geslacht van weekdieren uit de klasse van de Gastropoda (slakken).

## Soorten
- Anticlimax aitormonzoi Rubio & Rolán, 2014
- Anticlimax annae Pilsbry & Olsson, 1950
- Anticlimax athleenae (Pilsbry & McGinty, 1946)
- Anticlimax bicarinata Rubio & Rolán, 2014
- Anticlimax bicornis Rubio & Rolán, 2014
- Anticlimax boucheti Rubio & Rolán, 2014
- Anticlimax crassilabris (Aguayo & Borro, 1946)
- Anticlimax cyclist Rubio & Rolán, 2014
- Anticlimax decorata Rolán, Fernández-Garcés & Rubio, 1997
- Anticlimax dentata Rubio & Rolán, 2014
- Anticlimax discus Rubio & Rolán, 2014
- Anticlimax elata Rubio & Rolán, 2014
- Anticlimax fastigata Rubio & Rolán, 2014
- Anticlimax faviformis Rubio & Rolán, 2014
- Anticlimax fecunda Rubio & Rolán, 2014
- Anticlimax fijiensis Rubio & Rolán, 2014
- Anticlimax globulus Rubio & Rolán, 2014
- Anticlimax hispaniolensis Pilsbry & Olsson, 1950 †
- Anticlimax imitatrix Rubio & Rolán, 2014
- Anticlimax infaceta Rubio & Rolán, 2014
- Anticlimax juanae Rubio & Rolán, 2014
- Anticlimax lentiformis Rubio & Rolán, 2014
- Anticlimax levis Rubio & Rolán, 2014
- Anticlimax locklini Pilsbry & Olsson, 1950
- Anticlimax maestratii Rubio & Rolán, 2014
- Anticlimax maranii Rubio & Rolán, 2014
- Anticlimax niasensis (Thiele, 1925)
- Anticlimax obesa Rubio & Rolán, 2014
- Anticlimax occidens Pilsbry & Olsson, 1952
- Anticlimax padangensis (Thiele, 1925)
- Anticlimax philippinensis Rubio & Rolán, 2014
- Anticlimax philsmithi Rubio & Rolán, 2014
- Anticlimax pilsbryi (McGinty, 1945)
- Anticlimax proboscidea (Aguayo, 1949)
- Anticlimax puncticulata Rubio & Rolán, 2014
- Anticlimax reinaudi Rubio & Rolán, 2014
- Anticlimax religiosa Rubio & Rolán, 2014
- Anticlimax rhinoceros Rubio & Rolán, 2014
- Anticlimax robusta Rubio & Rolán, 2014
- Anticlimax schumoi (Vanatta, 1913)
- Anticlimax serrata Rubio & Rolán, 2014
- Anticlimax simplex Rubio & Rolán, 2014
- Anticlimax simplicissima Rubio & Rolán, 2014
- Anticlimax simulans Rubio & Rolán, 2014
- Anticlimax singularis Rubio & Rolán, 2014
- Anticlimax solomonensis Rubio & Rolán, 2014
- Anticlimax spiralis Rubio & Rolán, 2014
- Anticlimax tamarae Rubio & Rolán, 2014
- Anticlimax tentorii Rubio & Rolán, 2014
- Anticlimax textilis Rubio & Rolán, 2014
- Anticlimax umbiliglabra Rubio & Rolán, 2014
- Anticlimax uniformis Rubio & Rolán, 2014
- Anticlimax vanuatuensis Rubio & Rolán, 2014
- Anticlimax virginiae Rubio & Rolán, 2014
- Anticlimax willetti Hertlein & Strong, 1951